# Европско првенство у атлетици на отвореном 1938 — бацање кугле за мушкарце
Такмичење у бацању кугле у мушкој конкуренцији на 2. Европском првенству у атлетици 1938. одржано је 4. септембра на стадиону Коломб у Паризу.
Титулу освојену 1934. у Торину није бранио Арнолд Видинг из Естоније

## Земље учеснице
Учествовало је 12 такмичара из 9 земаља.
1. Естонија (1)
2. Италија  (1)
3. Луксембург (1)
4. Немачка (2)
5. Пољска (1)
6. Финска (2)
7. Француска (2)
8. Чехословачка (1)
9. Шведска (1)

## Рекорди
| Рекорди пре почетка Европског првенства 1938.     | Рекорди пре почетка Европског првенства 1938. | Рекорди пре почетка Европског првенства 1938. | Рекорди пре почетка Европског првенства 1938. | Рекорди пре почетка Европског првенства 1938. |
| ------------------------------------------------- | --------------------------------------------- | --------------------------------------------- | --------------------------------------------- | --------------------------------------------- |
| Светски рекорд                                    | Џек Торенс Сједињене Америчке Државе          | 17,40                                         | Милвоки, САД                                  | 5. август 1934.                               |
| Европски рекорд                                   | Ханс Велке Финска                             | 15,19                                         | Торино, Италија                               | 20. август 1936.                              |
| Рекорди Европских првенстава                      | Арнолд Видинг Естонија                        | 15,19                                         | Торино, Италија                               | 9. септембар 1934.                            |
| Рекорди Европских првенстава                      | Ристо Кунтси Финска                           | 15,19                                         | Торино, Италија                               | 9. септембар 1934.                            |
| Рекорди после завршетка Европског првенства 1938. |                                               |                                               |                                               |                                               |
| Рекорди Европских првенстава                      | Александер Крек Естонија                      | 15,83                                         | Париз, Француска                              | 4. септембар 1938                             |

## Освајачи медаља
|                          |                      |                    |
| Александер Крек Естонија | Герхард Штек Немачка | Ханс Велке Немачка |

## Резултати

### Финале
| Пласман | Такмичар        | Држава       | Време | Белешке |
| ------- | --------------- | ------------ | ----- | ------- |
|         | Александер Крек | Естонија     | 15,83 | РЕП     |
|         | Герхард Штек    | Немачка      | 15,59 |         |
|         | Ханс Велке      | Немачка      | 15,52 |         |
| 4,      | Суло Берлунд    | Финска       | 15,07 |         |
| 5.      | Гунар Берг      | Шведска      | 14,92 |         |
| 6.      | Јарослав Витек  | Чехословачка | 14,77 |         |
| 7.      | Ангело Профети  | Италија      | 14,67 |         |
| 8.      | Витолд Геруто   | Пољска       | 14,41 |         |
| 9.      | Жил Ноел        | Француска    | 14,35 |         |
| 10.     | Роже Браконо    | Француска    | 14,12 |         |
| 11.     | Калеви Коткас   | Финска       | 13,92 |         |
| 12.     | Жан Вагнер      | Луксембург   | 13,35 |         |

## Укупни биланс медаља у бацању кугле за мушкарце после 2. Европског првенства 1934—1938.
|    | Земља      |   |   |   |   |
| -- | ---------- | - | - | - | - |
| 1. | Естонија   | 2 | 0 | 0 | 2 |
| 2. | Немачка    | 0 | 1 | 1 | 2 |
| 3. | Финска     | 0 | 1 | 0 | 1 |
| 4. | HUN        | 0 | 0 | 1 | 1 |
|    | Укупно {4} | 2 | 2 | 2 | 6 |

|                                        | Атлетичарка                            | Земља                                  |                                        |                                        |                                        |                                        |
| Није било вишеструких освајача медаља. | Није било вишеструких освајача медаља. | Није било вишеструких освајача медаља. | Није било вишеструких освајача медаља. | Није било вишеструких освајача медаља. | Није било вишеструких освајача медаља. | Није било вишеструких освајача медаља. |
| -------------------------------------- | -------------------------------------- | -------------------------------------- | -------------------------------------- | -------------------------------------- | -------------------------------------- | -------------------------------------- |